# Amanita exitialis
Amanita exitialis là một loại nấm thuộc chi Amanita. Loài này phân bố ở đông châu Á, và có lẽ cũng ở Ấn Độ, nơi loài này đã được xác định nhầm là A. verna. Đây là loài nấm độc gây tử vong, nó là một thành viên của phần Phalloideae và liên quan đến loại nấm mũ độc gây tử vong A. phalloides. Quả thể có màu trắng, nhỏ để vừa với mũ nấm có đường kính lên đến 7 cm, một vòng hơi bở và một volva chắc chắn. Không giống như hầu hết các nấm giống nấm hương mà thường có basidia bốn bào tử (tế bào mang bào tử), basidia của A. exitialis là gần như hoàn toàn hai bào tử. Tám người từng bị nhiễm độc ở Trung Quốc sau khi ăn loài nấm này vào năm 2000, và 20 đã bị trúng độc nặng kể từ vụ ngộ độc chết người vừa nêu. Phân tích phân tử cho thấy loài có một mối quan hệ phát sinh loài gần gũi với ba Amanitas trắng độc hại khác: A. subjunquillea var. alba, A. virosa và A. bisporigera.